# Les Codines (Rellinars)
Les Codines és un veïnat de Rellinars, situat a 0,5 kilòmetres d'aquest poble. Té l'església principal del poble. A partir d'aquest barri, es poden fer diverses rutes com: La ruta de la pedra seca o la ruta del càntir. El 2020 tenia 30 habitants.